# .mo
.mo je internetová národní doména nejvyššího řádu pro Macao (podle ISO 3166-2:MO).

## domény druhé úrovně
- .com.mo – pro komerční účely.
- .edu.mo – pro vzdělávací instituce.
- .gov.mo – pro účely parlamentu.
- .net.mo – pro firmy uajišťující síťový provoz.
- .org.mo – pro neziskové organizace.